# Дивани хикмат
«Дивани хикмат» (чагат. دیوان حکمت‎ — «Собрание мудростей») — цикл стихов среднеазиатского суфия Ходжа Ахмеда Ясави (1103—1166); литературное произведение философско-религиозного содержания, написанное на чагатайском языке (тюрки́).
В книге излагаются основные правила и догмы ислама. В частности, верующие это те, кто ожидает Махшар (Судный День). Верующим следует слушаться Пророка (Мухаммад), который дал людям Коран, вознесся к Богу (Миградж) и вернулся к людям. Кто не исполняет повеления Бога, уклоняется от поста и молитв становится невеждой (джахилом). Ясави рассказывает о своем посвящении от Арыстан-Бабы через финик.
Затем автор говорит, что сам Пророк, которого он также называет Пирмуганом, после собеседования с Джибрилом усыновил его. От него он получил повеление делать зикр и все аруахи восславили Ясави. Он на небесах читал намаз и его всюду незримо сопровождал Хызр-Баба. Он сообщает, что обнимал гурий в раю и пил вино с чильтанами.
Автор призывает к аскетизму, отречению от мира, к терпению, подводя все это под суфийскую формулу, что страдание на этом свете обеспечит блаженство в загробном мире: «Через многие страдания стал он близок к Творцу». «Книга откровений» раскрывает 4 основных темы-задачи: шариат — свод законов и обычаев ислама; тарикат — идейный смысл суфизма как философского учения; марифат — необходимость изучения ислама и познание его сущности как религии единого Бога; хакикат — познание Бога (идеала) и стремление приблизиться к нему как к истине.
«Дивани хикмат» пронизана гуманистическими идеями, призывом людей к справедливости, честности, доброте, к любви к Всевышнему как к высшей совести. Стихи поэта пользовались огромной популярностью в казахской степи. Рукопись книги не сохранилась. Самый старый вариант переписан арабской графикой в середине XV века. Книга издавалась в Казани (1887, 1901), Стамбуле (1901), Ташкенте (1902, 1911).